# Сент-Эвремон, Шарль де
Шарль Марготель де Сен-Дени, сеньор де Сент-Эвремон (фр. Charles Margotelle (или de Marguetel) de Saint-Denis, seigneur de Saint-Evremond, 1 апреля 1610 или конец 1613—29 сентября 1703) — французский литератор, философ, музыкальный критик. Один из известных либертинов своего времени.

## Биография
Родился на рубеже 1613/1614 годов (дата «малого крещения» — 5 января 1614 г.) на полуострове Котантен в Нормандии в дворянской семье Шарля де Сен-Дени и Шарлотты де Рувиль. В отрочестве учился в Клермонском коллеже и коллеже Аркур, в последнем изучал философию и юриспруденцию.
В 1630 году начал военную карьеру, приняв участие в войне за мантуанское наследство. В 1641—1642 годах стал адъютантом и лейтенантом гвардейцев герцога Энгиенского (будущего принца де Конде) и сблизился с герцогом, однако в 1648 году между ними произошёл разрыв. После этого Сент-Эвремон нашёл нового покровителя в лице Луи де Ногаре и де Фуа, герцога де Кандаль (1627—1658). В 1653 году был посажен в Бастилию, где провёл три месяца. Участвовал в обороне Арраса от испанцев, в 1655—1657 годах воевал во Фландрии. В 1658 году вновь попал в Бастилию за нелицеприятные высказывания о кардинале Мазарини, однако вскоре был выпущен и входил в его свиту при подписании Пиренейского мира. После того, как критическое «Письмо по поводу Пиренейского мира», адресованное одному из друзей суперинтенданта Никола Фуке, в результате ареста последнего попало к королю, был вынужден бежать в Голландию, а затем переселился в Англию.
В 1665 году, после начала англо-голландской войны на пять лет вновь перебрался в Голландию. Затем он вернулся в Англию и прожил там до конца своих дней, больше никогда не побывав на родине. По замечанию историка М. С. Неклюдовой, «Сент-Эвремон превращает изгнание (и, добавим в скобках, старость) в своеобразную жизненную и литературную позицию. Хотя на протяжении многих лет он не терял надежды снова увидеть Францию, у него было четкое ощущение кардинального разрыва между прежним и нынешним существованием».
В Англии Сент-Эвремон занял заметное положение при дворе короля Карла II, от которого получал пенсию. В 1671 году способствовал возвышению Луизы де Керуаль, ставшей фавориткой короля и проводницей французского влияния в стране. В 1685 году не принял предложенный новым королём Яковом II пост секретаря иностранных дел. Оказывал значительное влияние на английскую культуру, общался с Джоном Драйденом (написавшим эссе «Характер Сент-Эвремона»), Джонатаном Свифтом, Уильямом Конгривом. Был близким другом Гортензии Манчини (герцогини Мазарини) и постоянным посетителем её салона.
Умер в 1703 году, похоронен в Уголке поэтов Вестминстерского аббатства.

## Философские взгляды
Как философ Сент-Эвремон был продолжателем Мишеля де Монтеня, Пьера Гассенди (с которым он был лично знаком), в некоторой степени Бенедикта Спинозы. По мнению Сент-Эвремона, существование абсолютной духовности и бессмертие души средствами разума доказать невозможно, в чём философ не сходился с Декартом. Бытия Бога Сент-Эвремон не оспаривал, однако природу его считал непознаваемой. Наилучшей из религий философ считал христианство, в частности католицизм, хотя и воспринимал его в форме, близкой к деизму. При этом разногласия между различными религиозными течениями Сент-Эвремон полагал несущественными и искусственно раздуваемыми ради власти над обществом. Кроме того, философ отвергал характерный для христианства аскетизм, стремясь наслаждаться жизнью (в чём следовал Эпикуру) и считая важнейшими моральными принципами любовь, милосердие и терпимость.
В полемике о сравнительных достоинствах литературы и искусства античности и современности Сент-Эвремон принял сторону «новых», полагая, что античное искусство основано на более ложных представлениях об окружающем мире и менее здравых нравственных идеях.
Взгляды Сент-Эвремона оказали влияние на деятелей Эпохи Просвещения, самого философа иногда именуют Вольтером XVII века. При этом сам Вольтер относился к творчеству Сент-Эвремона весьма прохладно, оценив лишь «Беседу г-на маршала д’Окенкура с отцом Кане», которую однако приписывал поэту Шарлю де Шарлевалю.

## Творчество
Литературное творчество Сент-Эвремона разнообразно: он автор пьес (в том числе комедии «Академики» («Les Académistes»), напечатанной в 1650 году), философских эссе (в частности, пседодокументальной «Беседы г-на маршала д’Окенкура с отцом Кане»), стихотворений. Значительное место в его наследии занимают письма, среди адресатов которых, например, Лафонтен и Нинон де Ланкло. Также известен как театральный и музыкальный критик.
Почти сразу после смерти Сент-Эвремона его друг Пьер Демезо выпустил многотомное издание «Произведения г-на Сент-Эвремона, сверенные с рукописями автора» («Œuvres meslées de M. de Saint-Evremond, publiées sur les manuscrits de l’auteur»), содержавшее сочинения, вряд ли принадлежавшие его перу. Несмотря на то, что попытки отделить фальшивые тексты от настоящих в дальнейшем предпринимались неоднократно, полного канонического собрания сочинений Сент-Эвремона нет до сих пор.

## Издания на русском языке
- Три разговора равноправных человек. СПБ, 1770
- Ф. де Ларошфуко. Максимы. Ж. де Лабрюйер. Характеры, или Нравы нынешнего века. Ш. де Сен-Дени де Сент-Эвремон. Избранные беседы. Л. де Клапье де Вовенарг. Введение в познание человеческого разума. Размышления и максимы. С.-Р. Н. Шамфор. Максимы и мысли. М.: АСТ, 2004 (Пушкинская библиотека)